# Weseram
Das Dorf Weseram ist ein Ortsteil der Gemeinde Roskow im Landkreis Potsdam-Mittelmark in Brandenburg.

## Geografie
Weseram liegt unweit der Havel. Westlich liegt die Gemeindegrenze zur Stadt Brandenburg an der Havel.

## Geschichte

Weseram im Hochstift Brandenburg

Weseram lag im Hochstift Brandenburg, dem Reichsfürstentum des Bischofs des Bistums Brandenburg, und war somit de jure kein Teil der Mark Brandenburg. Erstmals wurde das Dorf im Jahr 1317 als Wyseram urkundlich erwähnt, als der brandenburgische Bischof Johannes von Thuchem ein vorher zum Tafelgut gehörendes Gut gemeinsam mit Tieckow dem Domstift überschrieb. Das Dorf hatte zu dieser Zeit 25 Hufen Land. Groß Weseram wurde vom Bischof von Brandenburg an das Domkapitel überschrieben. Daneben existierte das elbslawisch besiedelte Klein Weseram, welches um 1400 aufgegeben und unmittelbar bei Groß Weseram neu errichtet wurde. Im Jahr 1641 gab es im Ort 35 Hufen Land. 1752 wurde die Barockkirche im Dorf errichtet. Nach einer Erhebung im Jahr 1809 lebten in Weseram ein Lehnschulze, zehn Bauern und ein Halbbauer, neun Kossäten, zwei Büdner und vier Einlieger. Es existierten eine Schmiede, eine Windmühle, ein Dorfkrug, 35 Bauernhöfe und zwei Lehnhöfe. Insgesamt zählte man im Ort 37 Feuerstellen.
Bei dem Ortsnamen von Weseram handelt es sich um einen slawischen Spottnamen, der Name bedeutet „Siedlung mit Leuten die alles zerhacken“.
Im 19. Jahrhundert wuchs Weseram. So wurden 1840 41 Wohnhäuser ermittelt. 1860 gab es zwei Abbauten in einer Kolonie Weseram, fünf öffentliche Gebäude, 40 Wohn- und 99 Wirtschaftsgebäude. 1900 wurden bereits 63 Wohnhäuser gezählt. Anfang des 20. Jahrhunderts wurde Weseram an das deutsche Eisenbahnnetz angeschlossen. Die Westhavelländischen Kreisbahnen nahmen 1901 ihren Betrieb auf. 1907 wurde der Bahnhof Weseram auf der Strecke nach Brandenburg Krakauer Tor eröffnet. Ein zweiter Haltepunkt existierte als Weseram Chaussee an einem Abzweig zur Brandenburgischen Städtebahn. 1938 lebten in Weseram 472 und 1946, nach Ende des Zweiten Weltkriegs 744 Einwohner. In den 1960er Jahren wurde der Betrieb auf der Bahnstrecke wieder eingestellt. 2002 wurde Weseram nach Roskow eingemeindet.

## Sehenswürdigkeiten
In Weseram sind zwei Gebäude als Baudenkmale ausgewiesen. Die barocke Dorfkirche stammt aus dem Jahr 1752. Daneben ist ein Schulgebäude aus dem Jahr 1912 in die Denkmalliste aufgenommen.

## Schutzgebiete
In der Gemarkung Weseram gibt es eine Vielzahl von Schutzgebieten. So sind weite Flächen Teil der Landschaftsschutzgebiete Westhavelland und Brandenburger Osthavelniederungdes und des SPA-Gebietes Mittlere Havelniederung. Daneben gibt es noch Teilflächen der als Geschützter Landschaftsbestandteil ausgewiesenen Feldmark Mötzow-Lünow und des FFH-Gebietes Mittlere Havel Ergänzung. Weiterhin gibt es einige Geschützte Biotope und eine Geschützte Allee.